# 46796 Mamigasakigawa
46796 Mamigasakigawa è un asteroide della fascia principale. Scoperto nel 1998, presenta un'orbita caratterizzata da un semiasse maggiore pari a 2,3039441 UA e da un'eccentricità di 0,0830917, inclinata di 8,05616° rispetto all'eclittica.